# Bellbridge
Bellbridge är en ort i Australien. Den ligger i kommunen Towong och delstaten Victoria, omkring 270 kilometer nordost om delstatshuvudstaden Melbourne. Bellbridge ligger 208 meter över havet och antalet invånare är 358. Den ligger vid sjön Lake Hume.
Närmaste större samhälle är Albury, omkring 15 kilometer väster om Bellbridge.
Trakten runt Bellbridge består till största delen av jordbruksmark. Runt Bellbridge är det mycket glesbefolkat, med 5 invånare per kvadratkilometer. Genomsnittlig årsnederbörd är 1 367 millimeter. Den regnigaste månaden är juli, med i genomsnitt 168 mm nederbörd, och den torraste är januari, med 47 mm nederbörd.